# Darkstar One
Darkstar One ist ein Computerspiel für Windows und Xbox 360. Es handelt sich um einen Science-Fiction-Genre-Mix, entwickelt vom deutschen Spieleautor Daniel Dumont, und basiert auf einer Story der Science-Fiction-Autorin Claudia Kern, die auch einige Perry-Rhodan-Romane verfasste. Nach dem Konkurs von Ascaron und der Übernahme der Rechte durch Kalypso Media wurde es als Darkstar One: Broken Alliance mit Unterstützung für 1080p und verbesserter Spielmechanik digital wiederveröffentlicht.

## Handlung
Der Spieler übernimmt die Rolle des jungen Geleitschutzpiloten Kayron Jarvis. Dieser versucht, den mysteriösen Tod seines Vaters aufzuklären, der ihm die „Darkstar One“ hinterlassen hat. Das Raumschiff ist ein auf außerirdischen Artefakten basierender Langstreckenjäger der Terraner, mit dem Kayron durch die Galaxis reist. Die Ermittlungen führen den jungen Kayron durch die komplette Galaxis, dabei begegnet er fünf unterschiedlichen außerirdischen Rassen. Nach und nach wird klar, dass die „Darkstar One“ selbst der Schlüssel zur Lösung des Rätsels ist.

## Spielprinzip
Das Spielprinzip ist aus Titeln wie Elite, Wing Commander: Privateer, X: Beyond the Frontier oder Freelancer bekannt.
Der Spieler bereist eine 300 Systeme umfassende Galaxie. Dabei bekommt er das namensgebende Raumschiff „Darkstar One“ gleich zu Beginn des Spiels. Anfänglich ist dies genre-typisch noch ein recht simpel ausgestatteter Langstreckenjäger. Der Spieler hat nun die Möglichkeit, völlig frei durch die Galaxis zu reisen, um dort Alien-Artefakte zu sammeln, mit deren Hilfe er die „Darkstar One“ immer weiter ausbauen kann. Dies geschieht in den Schiffsbereichen Rumpf, Flügel und Triebwerke. Durch den Ausbau des Schiffes wird es dem Spieler möglich, immer bessere Ausrüstungsgegenstände an seinem Schiff zu installieren. Insgesamt stehen dem Spieler hierzu über 200 Waffen- und Ausrüstungssysteme zur Verfügung. Auf diese Weise können zusätzliche Rumpfwaffen, Raketen oder sogar selbstfeuernde Geschütztürme angebracht werden. Eine Besonderheit ist die ebenfalls ausbaubare Plasmawaffe mit eigenem Technologiebaum, mit der man mehreren Gegnern zugleich Schaden zufügen oder ihre Schiffselektronik eine Zeitlang lahmlegen kann.
Sämtliche Umbauten am Raumschiff setzen das nötige Kleingeld und Artefakte voraus, das sich der Spieler erst verdienen muss. Hierzu werden unterschiedliche Möglichkeiten angeboten. Je nach Spielernatur ist es möglich, sich als Söldner, Kopfgeldjäger, Erzschürfer, Geleitschutzpilot, Händler, Schmuggler oder sogar als Pirat zu verdingen. Doch trotz der hohen Spielerfreiheiten ist das Spiel insgesamt klar auf Action ausgelegt. Raumkämpfe bilden den Hauptbestandteil des Spiels.
Die Story-Missionen sind immer klar zu erkennen und führen den Spieler wie ein roter Faden durch das Universum. Auf Handelsstationen können zusätzlich zum Teil recht komplexe Nebenmissionen wie Spionage, Fotoaufträge, Piratenjagd und Patrouillenflüge übernommen werden. Lebendig wird das Einzelspieler-Spiel durch die Möglichkeit, sämtliche Schiffe in der Umgebung anzufunken, um so beispielsweise Geleitschutz für Frachter zu liefern – oder von diesen ihre Fracht zu erpressen. Ein Handelssystem wie beim Spiel Port Royale berechnet Preise nach Angebot und Nachfrage, und die Lieferungen des Spielers beeinflussen den Preis. Daher gibt es keine statischen Handelsrouten. Mutige Naturen dürfen sich auch am Schmuggel versuchen, doch Obacht: eine Anti-Polizei-Scan-Ausstattung sollte das eigene Schiff dann schon besitzen, um einen ungefährlichen Wareninhalt des Schiffes vorzutäuschen. Atmosphäre erhält das Spiel durch das Mithören von Funksprüchen anderer Schiffe und Stationen. Bestimmte Missionen finden auf der Planetenoberfläche in Canyons und Tunnellabyrinthen statt. Außerdem kann der Spieler an einigen Stellen Geschütztürme von Raumstationen steuern.

## Entwicklung
Das Spiel benutzt das Handelssystem aus Ascarons früherem Spiel Port Royale 2. Die Spielgeschichte wurde von der Science-Fiction- und Fantasy-Autorin Claudia Kern entwickelt, die neben Buchveröffentlichungen auch Beiträge für Perry Rhodan, Atlan und Maddrax verfasst hat. Zahlreiche Zwischenvideos und an Terminals abrufbare Meldungen des Galaktischen Rates unterstützen den Storyfortschritt. In technischer Hinsicht bietet das Spiel Shader-2.0-Unterstützung, 7.1-Sound und unterstützt Widescreen-Auflösungen, mit hochauflösenden Texturen und vielen Details. Gesteuert wird es wahlweise per Maus oder Joystick, zusammen mit Tastaturbefehlen. Die Auslieferung erfolgt auf DVD oder per Steam.
In Darkstar One existieren zudem zahlreiche Anspielungen auf andere Science-Fiction-Themen, wie z. B. Star Trek sowie auf Fast-Food-Ketten und auf Ascaron selbst.

## Rezeption
Von vielen Spielern wird der fehlende Mehrspieler-Modus bedauert. Außerdem sehen die meisten Raumstationen gleich aus und die Nebenrollen seien nur schlecht synchronisiert worden. Als störend werden von einigen Spielern teils auch die als zu schwierig empfundenen Zwischenspiele (beispielsweise die Flak-Missionen) angesehen, welche die sonst gute Atmosphäre störten. Ein vereinzelt geäußerter Kritikpunkt war zudem die Wiederholung im Missionsdesign – viele Kritiken lobten aber andererseits gerade das selbst bei den Nebenmissionen recht abwechslungsreiche Missionsdesign im Vergleich zu ähnlichen Spielen und die „spannende“ Hauptkampagne.
Die verschiedenen Extras, wie die unterschiedlichen Schiffsmodifikationen und das Upgrade-System der „Darkstar One“, werden von Spielern und Zeitschriften genauso gelobt wie die präzise Steuerung und die gute Geschichte. Im Großen und Ganzen fand Darkstar One bei Spielern und Kritikern Anerkennung, da es eine Marktlücke im Bereich der Weltraumspiele füllte.